# Neighbor Discovery Protocol

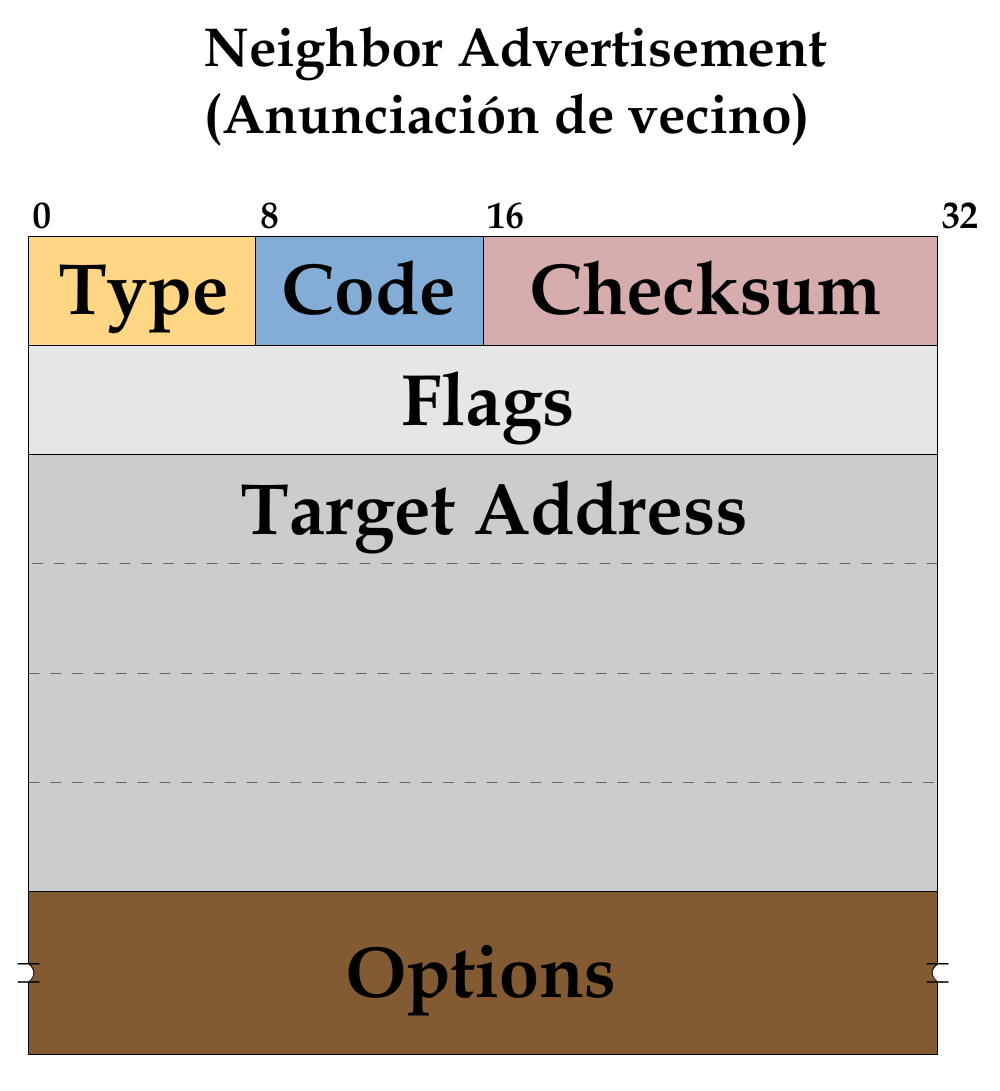
Format de message ICMPv6 Neighbor Advertisement

Neighbor Discovery Protocol (NDP, en français : protocole de découverte d'hôtes voisins) est un protocole utilisé par IPv6. Il opère en couche 3 et est responsable de la découverte des autres hôtes sur le même lien, de la détermination de leur adresse et de l'identification des routeurs présents.
NDP fournit à IPv6 des services similaires à Address Resolution Protocol (ARP), ICMP Router Discovery et Router Redirect pour IPv4. Il fournit cependant certaines améliorations comme le Neighbor Unreachability Detection (NUD) qui permet de détecter des systèmes inaccessibles. D'autre part, NDP fonctionne en multicast plutôt qu'en broadcast, et est moins dépendant du media qu'ARP, qui fonctionne essentiellement sur un media Broadcast.

## Fonction de NDP
NDP définit des mécanismes qui permettent les fonctions suivantes :
- Router Discovery : les hôtes peuvent détecter les routeurs sur les liens auxquels ils sont connectés,
- Prefix Discovery : les hôtes peuvent découvrir les préfixes sur les liens,
- Parameter Discovery : découverte de paramètres comme le MTU,
- Address Autoconfiguration : assignation automatique d'adresse sans état,
- Address Resolution : établissement de la correspondance entre adresse IP et adresse MAC,
- Next-hop determination : détermination du routeur pour une destination déterminée,
- Neighbor Unreachability Detection : détermine qu'un hôte n'est plus accessible,
- Duplicate Address Detection : détermine si un autre hôte utilise la même adresse IP,
- Redirect : information qu'un autre routeur sur le lien fournit un meilleur next hop.

NDP définit cinq types de paquets ICMPv6 : 
- Router Solicitation (Type 133)

Ce message permet à un hôte de demander à tous les routeurs présents de lui envoyer un "Router Advertisement", afin qu'il l'enregistre dans sa liste de voisins.
- Router Advertisement (Type 134)

Ce message permet au routeur d'avertir tous les nœuds connectés à lui de sa présence. Il émettra ce paquet de manière périodique, ou en réponse à un paquet "Router Solicitation".
- Neighbor Solicitation (Type 135)

Ce message a trois fonctions bien précises. Il permet tout d'abord à un nœud de déterminer l'adresse de liaison de son destinataire. Cette procédure est la même qu'ARP présent en IPv4. Il permet également de vérifier si l'équipement est accessible. Enfin, et durant l'autoconfiguration de l'adresse ip, il permet de vérifier si celle choisie n'est pas déjà utilisée par ses voisins.
- Neighbor Advertisement (Type 136)

Ce message est utilisé en réponse à un paquet de type "Neighbor Solicitation".
- Redirect (Type 137)

Ce message permet aux routeurs de signaler aux hôtes qu'un meilleur chemin existe pour une destination précise que celle empruntée d'habitude.